# Katelyn Vahaakolo
Pas d'image ? Cliquez ici

a Compétitions nationales et continentales officielles uniquement.

b Matchs officiels uniquement.
Dernière mise à jour le 13 avril 2025.
Katelyn Vahaakolo, également écrit Vaha'akolo, née le 18 avril 2000 à Auckland (Nouvelle-Zélande), est une joueuse internationale néo-zélandaise de rugby à XV et internationale de rugby à XIII, évoluant au poste d'ailier. Elle joue avec les Blues en Super Rugby Aupiki.
Elle est la sœur cadette de Freedom Vahaakolo (en), lui aussi joueur de rugby à XV.

## Biographie
Katelyn Vahaakolo naît le 18 avril 2000 à Auckland en Nouvelle-Zélande. D'ascendance maorie et tongienne, elle lutte avec des problèmes de santé mentale durant son adolescence. Elle se décrit comme une enfant rebelle : elle est inscrite dans trois établissements différents avant de finalement être scolarisée à domicile. Selon elle, c'est la pratique du sport qui lui permet à l'époque d'évacuer sa rage. Elle est depuis très active, notamment sur les réseaux sociaux, pour sensibiliser et écouter les jeunes femmes des populations polynésiennes. Elle explique avoir surmonté ses problèmes entre autres en acceptant pleinement son identité polynésienne. Elle a notamment appris à parler le maori puis a étudié le tongien. En avril 2021, elle déclare : « Si je le pouvais, je ne dirais plus un mot en anglais. »
Katelyn Vahaakolo se fait d'abord remarquer dans le rugby à XIII. Elle est sélectionnée par les Kiwi Ferns, puis rejoint la NRLW et les Newcastle Knights (en) en décembre 2021. Après cinq matchs, elle quitte les Newcastle Knights pour rentrer en Nouvelle-Zélande et jouer la saison 2022 avec les Point Chevalier Pirates (en).[réf. nécessaire]
Au mois d'octobre 2021, elle dispute la Coupe du monde de rugby à XIII.
En novembre 2022, son passage au rugby à XV et sa signature avec les Blues sont annoncés. Au mois d'avril suivant, la fédération néo-zélandaise de rugby à XV lui propose un contrat professionnel dans l'optique de devenir une Black Fern.
Elle fait ses débuts en équipe nationale le 19 juin 2023 à Brisbane contre l’Australie dans le cadre de la Pacific Four Series. À l'automne, elle participe à la première édition du WXV. Cette année-là, elle est nommée Révélation de l'année lors des prix World Rugby.
En 2024, Katelyn Vahaakolo dispute son deuxième Super Rugby avec les Blues qui remportent la compétition. Sélectionnée pour la Pacific Four Series, elle inscrit quatre essais en trois matchs. Elle joue ensuite le WXV où elle inscrit quatre essais dont un triplé contre la France. En fin d'année elle est nommée dans le quinze de l'année des prix World Rugby. Elle rejoint ensuite les Black Ferns Sevens, même si son objectif reste la Coupe du monde 2025.
Elle est en couple avec sa coéquipière Patricia Maliepo.

## Palmarès

### Rugby à XIII
- Finaliste de la Coupe du monde en 2021 avec la Nouvelle-Zélande.

### Rugby à XV

#### En franchise
- Vainqueur du Super Rugby Aupiki en 2024 et 2025.

#### En équipe nationale
- Vainqueur de la Pacific Four Series en 2025.

### Distinctions personnelles
- Élue révélation de l'année aux prix World Rugby en 2023.
- Membre du XV de l'année aux prix World Rugby en 2024.